# جوناثان داونز
جوناثان داونز (بالإنجليزية: Jonathan Downes)‏ هو صحفي وكاتب بريطاني، ولد في 1959 في بورتسموث في المملكة المتحدة.